# Ен Банкрофт
Ана Марија Луиза Италијано (енгл. Anna Maria Louisa Italiano; Њујорк, 17. септембар 1931 — Њујорк, 6. јун 2005), познатија као Ен Банкрофт (енгл. Anne Bancroft) била је америчка филмска, телевизијска и позоршина глумица. Добила је Оскара за најбољу главну глумицу за улогу у драми Чудотворка, из 1962. године. Остварила је запажене улоге у филмовима Прекретница и Римско пролеће госпође Стоун, али је најпознатија као госпођа Робинсон у филму Дипломац, са Дастином Хофманом у главној улози.

## Филмографија
| Улоге Ен Банкрофт |                          |               |                  | |
| Година            | Српски назив             | Изворни назив | Улога            | Напомена |
| 1952.             | Не мораш да куцаш        |               | Лин Лесли        | |
| 1953.             |                          |               | Ема              | |
| 1953.             |                          |               | грофица Мари     | |
| 1954.             |                          |               | Лаверн Милер     | |
| 1954.             | Деметријус и гладијатори |               | Пола             | |
| 1954.             |                          |               | Кети Бишоп       | |
| 1955.             | Поверљиво из Њујорка     |               | Кетрин Лупо      | |
| 1955.             | Последња граница         |               | Корина           | |
| 1956.             |                          |               | Тјанеј           | |
| 1957.             |                          |               | Мари Гарднер     | |
| 1957.             |                          |               | Анђелита         | |
| 1957.             |                          |               | Бет Диксон       | |
| 1962.             | Чудотворка               |               | Ени Саливан      | Оскар за најбољу главну глумицу Награда BAFTA за најбољу глумицу у главној улози номинована — Златни глобус за најбољу главну глумицу (драма)                                                      |
| 1964.             |                          |               | Џо Армитаж       | Награда BAFTA за најбољу глумицу у главној улози Златни глобус за најбољу главну глумицу (драма) Награда за најбољу глумицу (Кански филмски фестивал) номинована — Оскар за најбољу главну глумицу |
| 1965.             | Живот о концу            |               | Инга Дајсон      | |
| 1966.             | Седам жена               |               | др. Картврајт    | |
| 1967.             | Дипломац                 |               | госпођа Робинсон | Златни глобус за најбољу главну глумицу (комедија) номинована — Оскар за најбољу главну глумицу номинована — Награда BAFTA за најбољу глумицу у главној улози                                      |
| 1972.             | Млади Винстон            |               | Џени Черчил      | номинована — Награда BAFTA за најбољу глумицу у главној улози |
| 1974.             | Врућа седла              |               | статиста у цркви | |
| 1975.             |                          |               | Една             | номинована — Награда BAFTA за најбољу глумицу у главној улози |
| 1975.             | Хинденбург               |               | грофица Урсула   | |
| 1976.             | Руж                      |               | Карла Бонди      | |
| 1976.             | Неми филм                |               | као Ен Банкрофт  | |
| 1977.             | Прекретница              |               | Ема Џеклин       | номинована — Оскар за најбољу главну глумицу номинована — Златни глобус за најбољу главну глумицу (драма) номинована — Награда BAFTA за најбољу глумицу у главној улози                            |
| 1980.             | Дебељко                  |               | Антоанета        | |
| 1980.             | Човек слон               |               | госпођа Хендал   | |
| 1985.             | Божја службеница Агнес   |               |                  | Номинација за награду "Оскар" |
| 1992.             | Љубавни напитак бр. 9    |               | Мадам Рут        | |
| 1995.             | Дракула: Мртав и вољен   |               | мадам Успенскаја | |
| 1997.             | Џи Ај Џејн               |               |                  | |
| 2000.             | Чувајући веру            |               |                  | |
| 2001.             | Клопка за мушкарце       | Heartbreakers | Барбара          | |